# حسان کشلول
حسان کشلول (عربی: حسان کشلول؛ زادهٔ ۱۹ فوریهٔ ۱۹۷۳) بازیکن سابق فوتبال اهل مراکش بوده است.
وی در تیم ملی فوتبال مراکش ۱۲ بازی انجام داده است و عضو این تیم در جام جهانی فوتبال ۱۹۹۴ بوده است.